# Zuchwały Beaumarchais
Zuchwały Beaumarchais – francuski film historyczny z 1996 roku na podstawie sztuki Sachy Guitry’ego.

## Główne role
- Fabrice Luchini - Pierre-Augustin Caron de Beaumarchais
- Sandrine Kiberlain - Maria Teresa
- Manuel Blanc - Gudin
- Michel Aumont - Baron de Breteuil
- Jean-François Balmer - Sartine
- Jean-Claude Brialy - Abbot
- Patrick Bouchitey(inne języki) - Pan Lejay
- Evelyne Bouix - Élisabeth Vigée-Lebrun
- Isabelle Carré - Rozyna
- José Garcia - Figaro
- Pierre Gérard - Hrabia Prowansji
- Judith Godrèche - Maria Antonina
- Murray Head - Lord Rochford
- Axelle Laffont - Mariette Lejay
- Martin Lamotte - Hrabia de la Blache
- Claire Nebout - kawaler d'Eon
- Michel Piccoli - 	Książę Conti
- Michel Serrault - Ludwik XV
- Florence Thomassin - Marion Menard
- Jacques Weber - Książę Chaulnes
- Jean Yanne - Louis Goezman
- Dominique Besnehard - Ludwik XVI
- Dominic Gould - Arthur Lee
- Niels Dubost - Hrabia Almaviva

## Fabuła
Francja, rok 1773. Pierre Beaumarchais obserwuje próby swojego nowego spektaktu „Cyrulika sewilskiego”. Uwikłany w kilka procesów przyjmuje Paula-Phillippe'a Gudina na stanowisko asystenta za rekomendacją Woltera. Beaumarchais oskarżony o fałszerstwo dokumentów przegrywa pierwszy proces, ale wygrywa apelację, dyskredytując radcę Louisa Goezmana i cały skorumpowany parlament. Zyskując publiczny poklask, decyduje się wystawić „Cyrulika”, ale ten zostaje przyjęty umiarkowanie. Jakby było mało problemów, przegrywa w sądzie kasacyjnym i wskutek tego zostają zajęte jego majątki i nie może wystawiać swoich sztuk. Dzięki protekcji księcia de Conti, Beaumarchais zyskuje szansę na rehabilitację. Na polecenie króla Ludwika XV ma odkupić kompromitujący go dokument od kawalera d'Eona.

## Nagrody i nominacje
Cezary 1997
- Najlepsza scenografia - Jean-Marc Kerdelhue (nominacja)
- Najlepsze kostiumy - Sylvie de Segonzac (nominacja)
- Najlepszy aktor - Fabrice Luchini (nominacja)

Nagrody Satelita 1997
- Najlepsze kostiumy - Sylvie de Segonzac (nominacja)